# Aralar Gazteak
Aralar Gazteak fue la organización juvenil del partido político Aralar.
Tras la marcha de Iratzarri como referente juvenil de Aralar el 25 de febrero de 2012, un grupo de jóvenes de Iratzarri anunció la intención de continuar con el proyecto en el seno de Aralar. Aralar Gazteak comenzó a utilizar su denominación el 30 de abril de 2012, teniendo como portavoces a Aritz Romeo, concejal de Aralar en Pamplona, y Nahikari Ayo.